# Haddy N’jie
Haddy Jatou N’jie (ur. 25 czerwca 1979 w Oslo) – norweska piosenkarka, prezenterka telewizyjna, dziennikarka i pisarka. Jej matka jest Norweżką, a ojciec – Gambijczykiem.
W 2010 współprowadziła 55. Konkurs Piosenki Eurowizji organizowany w Oslo.

## Dyskografia

### Albumy studyjne
- White Lies (2005)[2]
- Welcome Home (2009)[3]
- World of the Free (2010)[4]
- Nattblomst (2015)[5]